# Charles Pictet de Rochemont
Charles Pictet de Rochemont (Genève, 21 september 1755 - aldaar, 28 december 1824) was een Zwitsers staatsman en diplomaat.

## Biografie

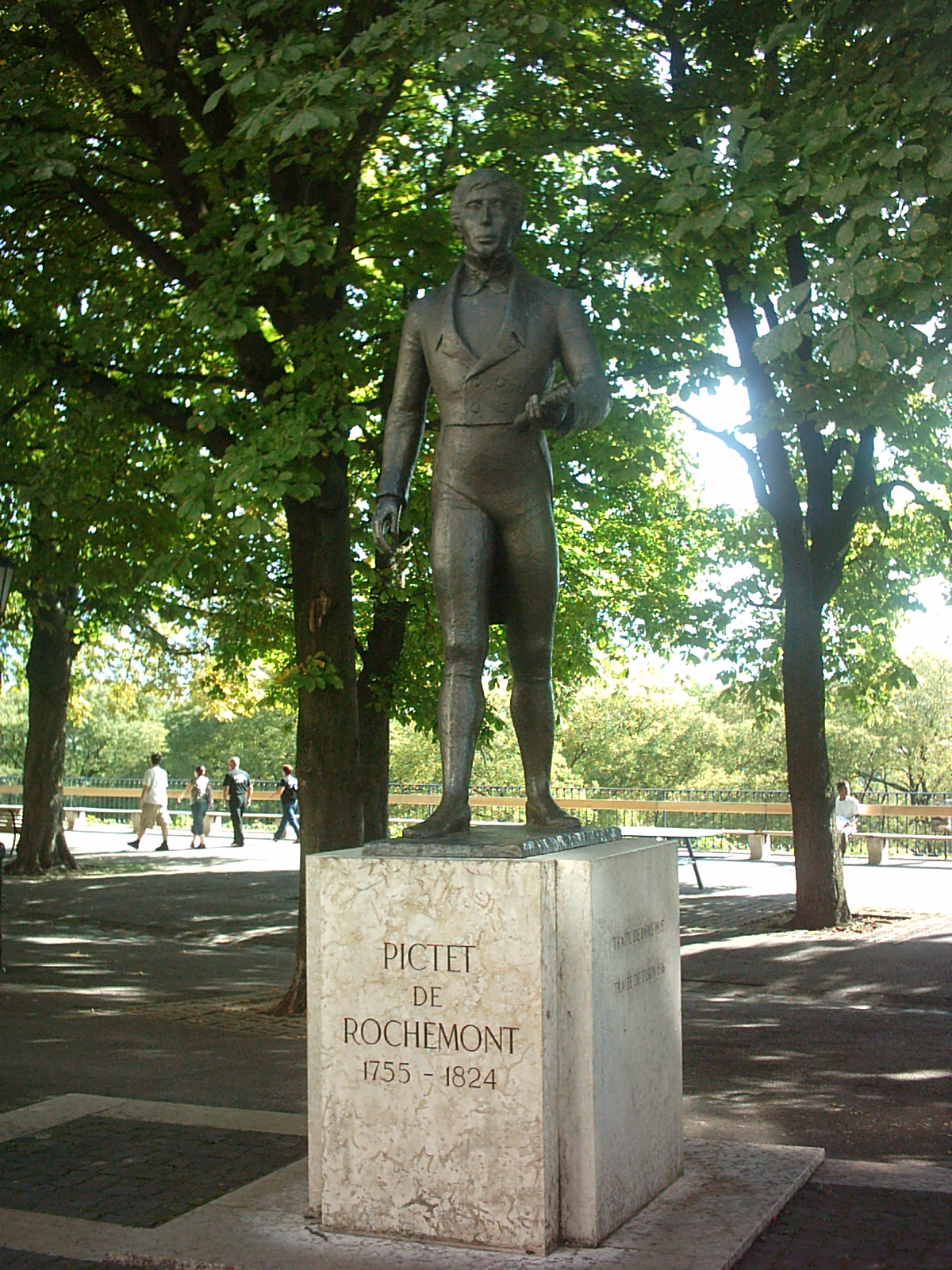
Standbeeld van Charles Pictet de Rochemont in Genève.

### Afkomst en opleiding
Charles Pictet de Rochemont was een zoon van zijn gelijknamige vader, die officier was ten dienste van het Nederlandse leger, en van Marie Dunant. Hij was een broer van Marc-Auguste Pictet. In 1786 huwde hij met Adélaïde-Sara de Rochemont.
Pictet liep school aan het seminarie te Haldenstein, nabij Chur, waar hij Duits leerde en een netwerk uitbouwde binnen de Zwitserse geconfedereerden. Van 1775 tot 1785 was hij in Franse militaire dienst. Als onderadjudant maakte hij deel uit van het Diesbachregiment.

### Politicus
In 1788 werd Pictet lid van de Raad van Tweehonderd van Genève, waar hij in 1790 auditeur werd. In 1792 werd hij majoor in het Geneefse legioen. Na de Geneefse revolutie werd hij in 1793 met zijn broer Marc-Auguste verkozen in de Nationale Vergadering. Als kind van het verlichte patriottisme van de Verlichting nam hij vóór het einde van het jaar ontslag als reactie op de excessen van het jacobinisme. In augustus 1794 werd hij door de eerste revolutionaire rechtbank veroordeeld tot een jaar binnenlandse gevangenisstraf, al kreeg hij drie weken later amnestie van de tweede revolutionaire rechtbank.

### Agronoom
Bijna twintig jaar lang nam Pictet vervolgens geen enkel politiek engagement op en wijdde hij zich aan het tijdschrift dat hij medeoprichtte, de Bibliothèque britannique (1796). Ook werkte hij als agronoom. In die hoedanigheid bracht hij zowel praktische als theoretische bijdragen tot stand. Ook fokte hij met succes merinoschapen die hij had geïmporteerd van Rambouillet naar Lancy. Hij slaagde er zelfs in deze te exporteren tot in Hongarije en Odessa. Zijn wollen sjaals genoten een zekere reputatie.

### Diplomaat

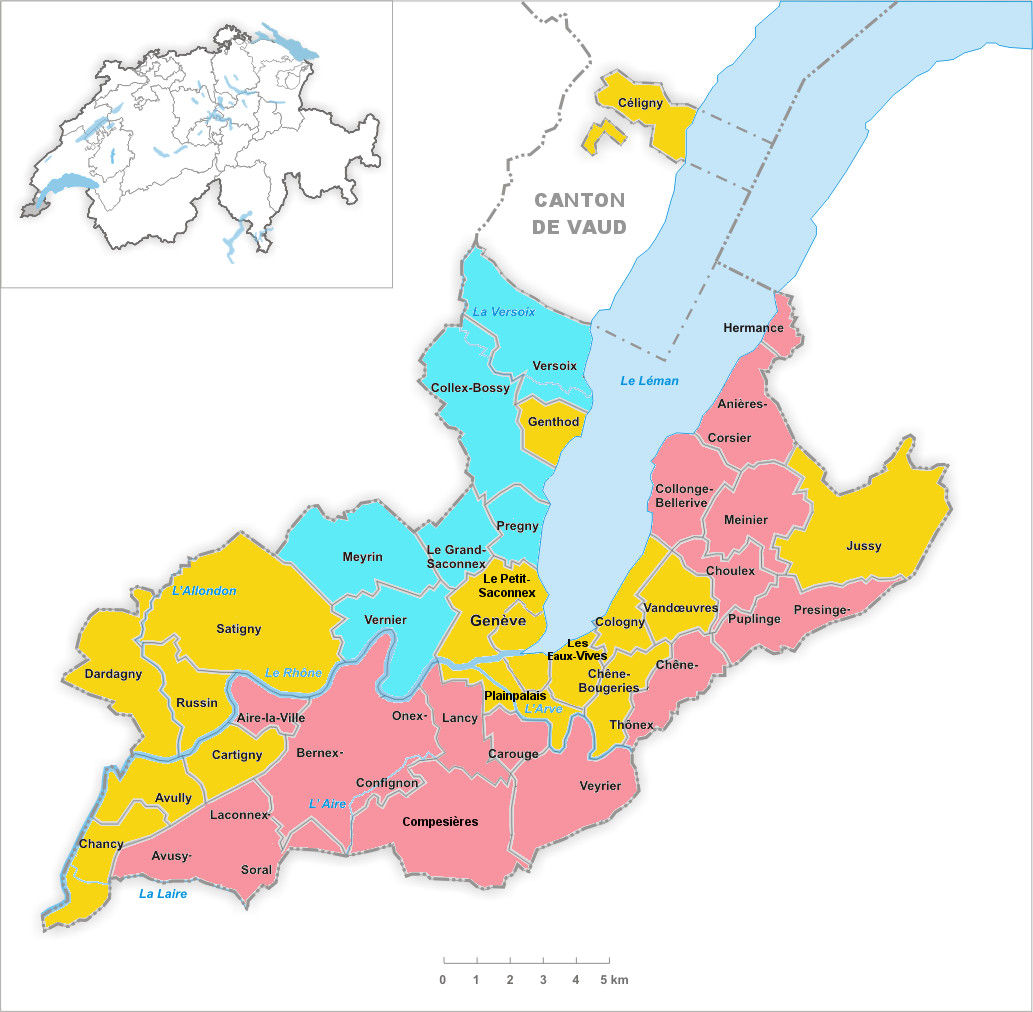
Territoriale uitbreiding van het kanton Genève in de periode 1815-1816.
Oorspronkelijke gebieden
Gebieden afgestaan door Frankrijk
Gebieden afgestaan door Sardinië

Op 30 december 1813, de dag nadat het Franse garnizoen de stad Genève had verlaten, stelde Pictet samen met Ami Lullin en Joseph Des Arts een voorlopige regeringsverklaring op. Later werd hij benoemd tot diplomaat van de Republiek Genève en vervolgens van de Zwitserse Confederatie op de internationale congressen die vanaf 1814 de kaart van Europa veranderden. Zo was hij aanwezig op de twee congressen in Parijs, op het Congres van Wenen (1814-1815) en het Congres van Turijn (1816). Hij slaagde erin enkele Savoyaardse gemeenten bij het grondgebied van Gèneve te voegen die nodig waren om de Geneefse gebieden op de linkeroever van het Meer van Genève te ontsluiten. Daarnaast slaagde hij erin om ook enkele Franse gemeenten op de rechteroever van het meer bij Genève te voegen, en wist hij van het Pays de Gex in Frankrijk een neutrale zone te maken.